# Altajir Drużkiwka
HK Altajir Drużkiwka (ukr. ХК Альтаїр Дружківка) – ukraiński klub hokeja na lodzie z siedzibą w Drużkiwce.

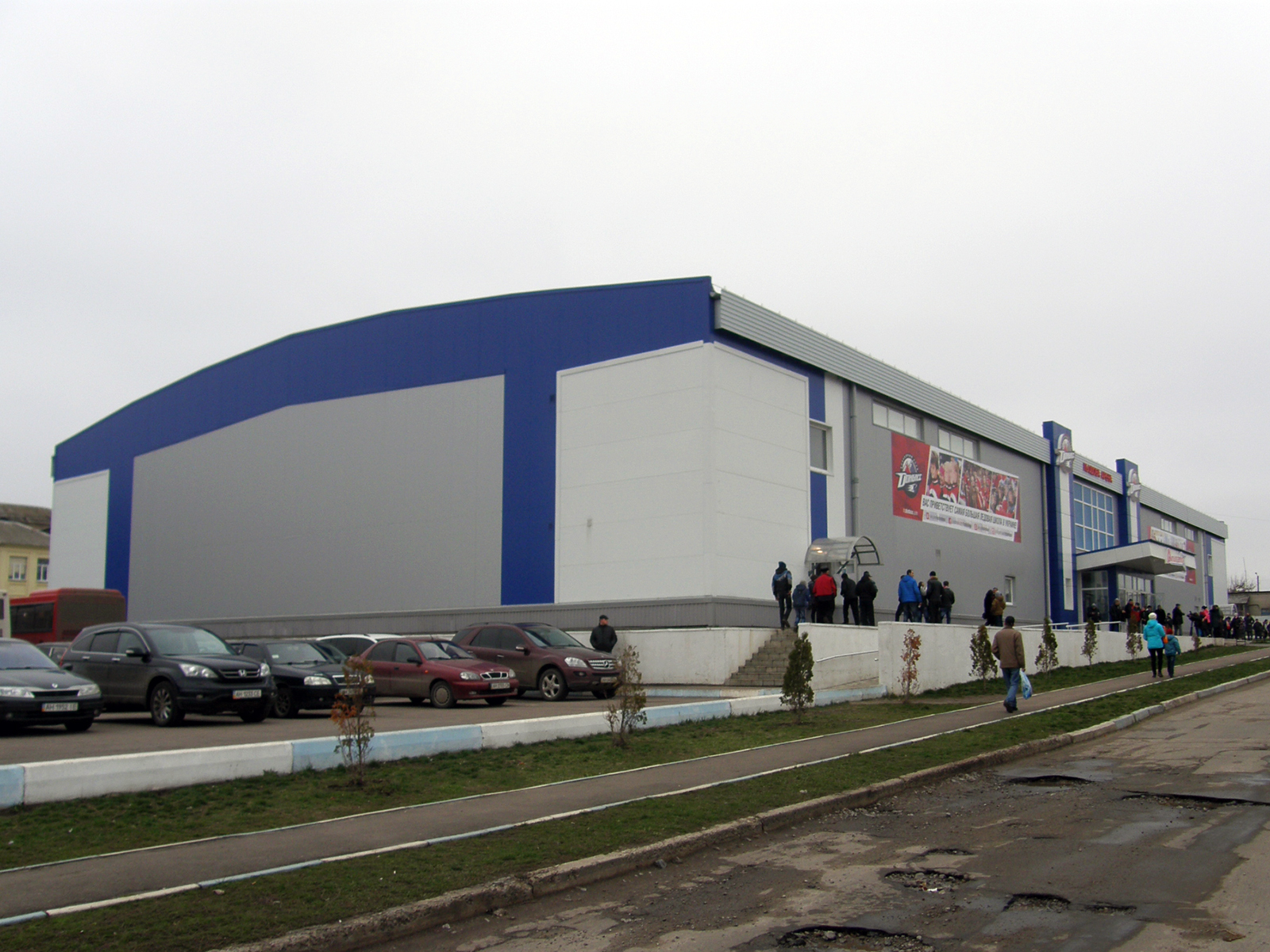
Lodowisko „Altajir”

## Historia
W trakcie sezonu UHL 2021/2022 po rozpadzie tych rozgrywek została powołana alternatywna Ukraińska Hokejowa Super Liga, do której dołączył m.in. zespół Altajira. Został on zorganizowany w tym czasie, nazwę przyjęto od dawnej drużyny wystąpującej w tym regionie w rozgrywkach z lat 80., a areną zostało lodowisko położone w okolicach Drużkiwki. Dyrektorem wykonawczym klubu był Andrij Kalużniak. W sztabie szkoleniowym ekipy byli wówczas główny trener Wołodymyr Karabadżak oraz asystenci Leonid Hładczenko i Dienis Koczetkow (ten ostatni był też zawodnikiem). Drużyna rozegrała ostatni mecz w tzw. Superlidze 23 lutego 2022 (tj. dzień przed inwazją Rosji na Ukrainę) i zajmowała wówczas ostatnie miejsce w gronie sześciu uczestników rozgrywek.